# Plathymenia reticulata
Plathymenia reticulata es una especie de árbol perteneciente a la familia Fabaceae. Es endémico de Brasil.

## Taxonomía
Plathymenia reticulata fue descrita por George Bentham y publicado en Journal of Botany, being a second series of the Botanical Miscellany 4(30): 334. 1841.